# Grotta di Amud
La Grotta di Amud è un sito archeologico nella regione dell'Alta Galilea in Israele, scoperta nel 1961, quando fu ritrovato il cranio di un Homo neanderthalensis di circa 25 anni, poi chiamato Amud 1, datato a 60 000-50 000 anni fa.
La grotta fu scavata da una spedizione giapponese nel 1961 e nel 1964. Nel 1990 un team congiunto israelo-americano, che comprendeva archeologi, anatomisti e antropologi, riprese gli scavi, ritrovando i resti di un bambino di circa 1 anno, chiamato Amud 7, datato a circa 45 000 anni fa. Complessivamente, al 1995, i resti ritrovati sono stati riferiti ad almeno 16 individui.
Il cranio di Amud 1, con un volume di 1.736 cm³,  è noto per essere tra i più voluminosi ritrovati.